# Kurt Sobotka
Kurt Sobotka (* 9. März 1930 in Wien; † 8. September 2017 ebenda) war ein österreichischer Schauspieler, Kabarettist, Humorist, Regisseur und Autor.

## Leben
Sobotka wuchs im 15. Wiener Gemeindebezirk mit einem jüngeren Bruder auf. Sein Vater kehrte erst 1947 aus der Kriegsgefangenschaft zurück. Sobotka besuchte zwei Jahre lang die Handelsakademie Hamerlingplatz, die er abbrach, um Schauspieler zu werden. Nach seiner Ausbildung am Prayner Konservatorium in Wien debütierte Sobotka 1948 am Stadttheater Steyr, danach spielte er an den Wiener Kellerbühnen, am Theater in der Josefstadt sowie am Thalia Theater in Hamburg und in Zürich. Mit Helmut Qualtinger und Gerhard Bronner spielte er 1959 Kabarett am Neuen Theater am Kärntnertor und von 1974 bis 1981 am Simpl in Wien.
Von 1981 bis 2014 war Sobotka Ensemblemitglied des Theaters in der Josefstadt. Sehr populär war Sobotka durch seine zahlreichen TV-Auftritte (400). Jeden Sonntag war er in Ö1 im Guglhupf (1978–2009) zu hören, die letzte Sendung wurde am 28. Juni 2009 gesendet. Die Sendung wurde zum Teil in Sobotkas privatem Tonstudio in Mödling aufgenommen und vom Schauspieler selbst geschnitten.
Als 1998 Arielle, die Meerjungfrau ein zweites Mal synchronisiert wurde und auch eine österreichische Version ausgegeben wurde, sprach er König Triton, den Herrscher des Meeres und Vater der jüngsten Tochter Arielle.
Anlässlich seines 80. Geburtstags wurde ihm 2010 das Goldene Ehrenzeichen für Verdienste um das Land Wien verliehen.
Sobotka lebte in Mödling. Er starb nach längerer Krankheit im Alter von 87 Jahren. Sein Sohn ist der Schauspieler, Kabarettist und Regisseur Werner Sobotka.

## Filmografie (Auswahl)
- 1962: Drei Liebesbriefe aus Tirol
- 1963: Mensch und Bestie
- 1964–1965: Die Gäste des Felix Hechinger (Fernsehserie)
- 1965: Lumpazivagabundus
- 1968–1970: Seniorenclub in der Rolle als Ober
- 1972: Die lustigen Vier von der Tankstelle
- 1972: Tatort: Die Samtfalle
- 1973: Das Wandern ist Herrn Müllers Lust
- 1974: Wenn Mädchen zum Manöver blasen
- 1976: Tatort: Annoncen-Mord
- 1983: Die Geschwister Oppermann (TV-Zweiteiler)
- 1996: Mein Opa und die 13 Stühle
- 1997: Qualtingers Wien
- 1997: Fröhlich geschieden
- 2001: Ene mene muh – und tot bist du, Regie: Houchang Allahyari
- 2001: Die Pferdefrau
- 2001–2002: Dolce Vita & Co (TV-Serie)
- 2003: Trautmann: Lebenslänglich
- 2007: In einem anderen Licht

## Hörspiele (Auswahl)
- 1972: Bertolt Brecht: Mutter Courage und ihre Kinder – Regie: Edwin Zbonek (ORF)